# Зигфрид Шнабл
Зигфрид Шнабл (на немски: Siegfried Schnabl) е германски сексолог и психотерапевт от ГДР.

## Биография
През 1970-те и 1980-те години се превръща в ярка фигура на популярната култура в страните от соцлагера с книгата си „Мъжът и жената интимно“ – научнопопулярен образователен труд по въпросите на човешката сексуалност, предназначен за широката читателска публика. Книгата е публикувана на български, руски, румънски, словашки, испански, португалски и литовски.
Шнабл е сред специалистите, допринесли за откритата дискусия по въпросите на сексуалността в обществото на ГДР, пионер в лечението на половите дисфункции и брачната терапия, както и ръководител на най-голямото проучване върху половите разстройства и сексуалните практики в рамките на брака в ГДР. Той защитава правото на жената на свобода от натиск да забременее, като свързва стремежа към фертилност с християнството и идеологията на нацизма.
Още през 70-те години на 20 век Шнабл представя революционен за тогавашните социалистически общества възглед върху хомосексуалността, като отхвърля идеята тя да представлява психично разстройство и я определя като обикновена вариация на човешката сексуалност; и осъжда германското общество за хомофобните му нагласи.

### На немски
- Untersuchungen typologischer und allgemeiner Besonderheiten der höheren Nerventätigkeit des Menschen mit einer Komplexmethode. Dissertation, Universität Leipzig, 1955
- Einführung in die Psychopathologie. Potsdam: Institut für Weiterbildung Mittlerer Medizinischer Fachkräfte 1967 (Lehrbrief)
- Mann und Frau intim. Fragen des gesunden und des gestörten Geschlechtslebens. Rudolstadt: Greifenverlag, 1. Aufl. 1969
- Intimverhalten, Sexualstörungen, Persönlichkeit. Habilschrift, Universität Leipzig, 1972, (als Buch:) Berlin, VEB Deutscher Verlag der Wissenschaften, 1972
- Nervös? Ursachen, Erscheinungsformen, Vorbeugen u. Überwindung psychosozialer Gesundheitsstörungen. Berlin, VEB Verlag Volk und Gesundheit, 1. Aufl. 1975
- Plädoyer für die Liebe. Leipzig/Jena/Berlin: Urania-Verlag, 2. Aufl. 1978
- Der Liebe Lust, der Liebe Leid. Berlin: Berliner Verlag 1987 ISBN 3-86020-007-0
- 100 Fragen zu Sex und Liebe. Frankfurt am Main: Ullstein Taschenbuch 1994 ISBN 3-548-35341-X

### На български
- Шнабл, З. (1979). Мъжът и жената интимно: Проблеми на нормалния и смутения полов живот. София: „Медицина и физкултура“. Превод от 9 прераб. нем. изд.: Ото Златарев.
- Шнабл, З. (1982). Разговор за любовта. София: „Медицина и физкултура“. Превод: Николай Т. Големанов.
- Шнабл, З. (1984). Нервен ли сте? София: „Медицина и физкултура“. Превод: Димитър Владимиров.
- Шнабл, З. (1998). Жената и мъжът интимно: Радостта от секса. София: „Емас“. ISBN 954-8793-13-X Превод: Ваня Пенева.